# L'Amour à la plage
Singles de Niagara
Tchiki Boum
(1985) Je dois m'en aller
(1986)
Clip vidéo
[vidéo] « L'Amour à la plage », sur YouTube
L'Amour à la plage est une chanson du groupe français Niagara. 
Initialement sortie en single en mai 1986, elle apparaît sur leur premier album Encore un dernier baiser (paru en automne de la même année). 

## Historique
La chanson est écrite et composée par Muriel Moreno ,, tout comme Les Amants, chanson de la face B du single. 
Le refrain est dérivé d'un air du Don Quichotte de Jules Massenet, acte 5 (la mort de Don Quichotte) : « Et que ton cœur si doux plane dans les clartés » (« Et que ton cœur si doux/C'est l'amour à la plage » suivi de « Plane dans les clartés/Et mes yeux dans tes yeux »,[source insuffisante].
La chanson est l'un des tubes de l'été 1986 et devient le plus grand succès commercial du groupe. Son clip vidéo à base de pellicule Super 8 permet au groupe de se démarquer par son originalité.

## Liste des pistes
Single 7" Polydor 883 991-7 (1986)
1. L'Amour à la plage (3:22)
2. Les Amants (2:42)[1]

Single maxi 12" Polydor 883 991-1 (1986)
1. L'Amour à la plage (version longue) (4:36)
2. Les Amants (2:42)[1]

## Classements
| Classement (1986) | Meilleure position |
| ----------------- | ------------------ |
| France (SNEP)     | 5                  |

## Reprises
Le titre a été repris, entre autres, par Lorie, Virginie Ledoyen, Suarez, Alice on the Roof, Les Fatals Picards, Collectif Métissé, Ludwig von 88 et Alice et Moi.